# Stazione meteorologica di Ferrara San Luca
La stazione meteorologica di Ferrara San Luca è la stazione meteorologica di riferimento per l'Organizzazione meteorologica mondiale e per il servizio meteorologico dell'Aeronautica Militare, relativa alla località di Ferrara.

## Coordinate geografiche
La stazione meteo si trova nell'Italia nord-orientale, in Emilia-Romagna, nel comune di Ferrara, a 10 metri s.l.m. e alle coordinate geografiche 44°48′52.83″N 11°36′57.59″E.

## Medie climatiche ufficiali

### Dati climatologici 1961-1990
In base alla media trentennale di riferimento 1961-1990, ancora in uso per l'Organizzazione meteorologica mondiale e definita Climate Normal (CLINO), la temperatura media del mese più freddo, gennaio, si attesta a +1,6 °C; quella del mese più caldo, luglio, è di +24,0 °C.
La nuvolosità media annua si attesta a 4,2 okta, con minimo di 2,7 okta a luglio e massimo di 5,6 okta a novembre.
Le precipitazioni medie annue si aggirano sui 650 mm, distribuite mediamente in 82 giorni, con minimo relativo in inverno e picchi molto moderati in primavera ed autunno.
Il vento presenta una velocità media annua di 3,4 m/s, con minimi di 3,1 m/s ad agosto e a settembre e massimo di 3,6 m/s ad aprile; le direzioni prevalenti sono di ponente a gennaio, a novembre e a dicembre, di grecale tra febbraio ed ottobre.
| Ferrara San Luca (1961-1990) | Mesi  | Mesi   | Mesi   | Mesi   | Mesi   | Mesi   | Mesi   | Mesi   | Mesi   | Mesi   | Mesi  | Mesi  | Stagioni | Stagioni | Stagioni | Stagioni | Anno |
| Ferrara San Luca (1961-1990) | Gen   | Feb    | Mar    | Apr    | Mag    | Giu    | Lug    | Ago    | Set    | Ott    | Nov   | Dic   | Inv      | Pri      | Est      | Aut      | Anno |
| ---------------------------- | ----- | ------ | ------ | ------ | ------ | ------ | ------ | ------ | ------ | ------ | ----- | ----- | -------- | -------- | -------- | -------- | ---- |
| T. max. media (°C)           | 4,1   | 7,4    | 12,7   | 17,3   | 22,0   | 26,4   | 29,1   | 28,5   | 24,2   | 17,6   | 10,8  | 5,6   | 5,7      | 17,3     | 28,0     | 17,5     | 17,1 |
| T. min. media (°C)           | −0,9  | 0,8    | 4,7    | 8,6    | 12,8   | 16,5   | 18,8   | 18,6   | 15,4   | 10,4   | 5,4   | 1,1   | 0,3      | 8,7      | 18,0     | 10,4     | 9,4  |
| Nuvolosità (okta al giorno)  | 5,1   | 4,2    | 4,2    | 4,5    | 4,0    | 3,8    | 2,7    | 3,0    | 3,3    | 4,2    | 5,6   | 5,4   | 4,9      | 4,2      | 3,2      | 4,4      | 4,2  |
| Precipitazioni (mm)          | 39    | 41     | 53     | 62     | 62     | 61     | 44     | 47     | 56     | 75     | 64    | 48    | 128      | 177      | 152      | 195      | 652  |
| Giorni di pioggia            | 6     | 6      | 8      | 8      | 9      | 7      | 4      | 5      | 6      | 8      | 8     | 7     | 19       | 25       | 16       | 22       | 82   |
| Vento (direzione-m/s)        | W 3,4 | NE 3,5 | NE 3,5 | NE 3,6 | NE 3,5 | NE 3,4 | NE 3,3 | NE 3,1 | NE 3,1 | NE 3,2 | W 3,5 | W 3,5 | 3,5      | 3,5      | 3,3      | 3,3      | 3,4  |

## Valori estremi

### Temperature estreme mensili dal 1948 ad oggi
Nella tabella sottostante sono riportate le temperature massime e minime assolute mensili, stagionali ed annuali dal 1948 ad oggi, con il relativo anno in cui queste sono state registrate. La massima assoluta del periodo esaminato di +41,4 °C è dell'agosto 2017, mentre la minima assoluta di -19,4 °C risale al gennaio 1985.
| Ferrara San Luca (1948-2025) | Mesi         | Mesi         | Mesi        | Mesi        | Mesi        | Mesi        | Mesi        | Mesi        | Mesi        | Mesi        | Mesi        | Mesi         | Stagioni | Stagioni | Stagioni | Stagioni | Anno  |
| Ferrara San Luca (1948-2025) | Gen          | Feb          | Mar         | Apr         | Mag         | Giu         | Lug         | Ago         | Set         | Ott         | Nov         | Dic          | Inv      | Pri      | Est      | Aut      | Anno  |
| ---------------------------- | ------------ | ------------ | ----------- | ----------- | ----------- | ----------- | ----------- | ----------- | ----------- | ----------- | ----------- | ------------ | -------- | -------- | -------- | -------- | ----- |
| T. max. assoluta (°C)        | 18,8 (2025)  | 24,0 (2019)  | 27,6 (2008) | 31,0 (2011) | 35,1 (2009) | 39,2 (2019) | 40,0 (2022) | 41,4 (2017) | 37,2 (2024) | 33,0 (2023) | 23,2 (2008) | 19,2 (2023)  | 24,0     | 35,1     | 41,4     | 37,2     | 41,4  |
| T. min. assoluta (°C)        | −19,4 (1985) | −15,3 (1991) | −7,6 (2005) | −3,2 (2021) | 1,7 (1984)  | 5,1 (1986)  | 10,4 (1948) | 9,9 (1978)  | 2,6 (1977)  | −1,3 (1974) | −6,9 (1975) | −11,2 (2010) | −19,4    | −7,6     | 5,1      | −6,9     | −19,4 |